# Kraftfeld (Computerphysik)
Ein Kraftfeld (englisch: force field) ist in der Computerphysik und verwandten Disziplinen, wie der Theoretischen Chemie, eine Parametrisierung der potentiellen Energie und kommt insbesondere bei der Beschreibung von Molekülen zum Einsatz. Wenn auf ein bestimmtes Kraftfeld verwiesen wird, so ist damit sowohl die funktionelle Form des Kraftfeldes, als auch ein spezielles (definiertes) Parameterset gemeint.
Häufig enthalten Kraftfelder Terme für Beiträge zur potentiellen Energie, die durch chemische Bindungen vermittelt werden sowie Terme für Wechselwirkungen, die nicht durch chemische Bindungen vermittelt werden:
{\displaystyle E=E_{\text{bonded}}+E_{\text{nonbonded}}}.
Der Beitrag {\displaystyle E_{\text{nonbonded}}} enthält häufig ein Lennard-Jones-Potential-Term und einen Coulomb-Potential-Term.
Der Beitrag {\displaystyle E_{\text{bonded}}} enthält häufig Terme, welche die Torsion von Bindungen, Bindungswinkel und Bindungslängen beschreiben.
Der Term, der die Bindungslänge zwischen Atomtypen der Sorte A und B beschreibt, kann z. B. die Form {\displaystyle E_{AB}=k_{AB}(r_{AB}^{0}-r)^{2}} annehmen, wobei die Federkonstante {\displaystyle k_{AB}} sowie der Gleichgewichtsabstand {\displaystyle r_{AB}^{0}} Parameter sind. Da beispielsweise Kohlenstoffatome, je nachdem, ob eine Doppel- oder Einfachbindung vorliegt, andere Gleichgewichtsabstände und Federkonstanten haben, verwendet man zur Charakterisierung der anzuwendenden Parameter nicht lediglich Elementsymbole, sondern Atomtypen.
Bei der (alleinigen) Wahl der obigen funktionellen Form zur Beschreibung der Bindungslänge wäre das Brechen von Bindungen nicht möglich. Es gibt jedoch reaktive Kraftfelder (wie beispielsweise ReaxFF), die das Brechen von Bindungen beschreiben können.
Die Wahl der Parameter eines Kraftfeldes erfolgt so, dass es in Computersimulationen bestimmte Aspekte möglichst exakt wiedergeben kann.
Kraftfelder bieten den Vorteil, dass sich relativ große Systeme modellieren lassen. Ferner kann die Aufspaltung der Energie in ihre Einzelbeiträge zum Verständnis (z. B. der Molekülstruktur) beitragen. Die Genauigkeit der Beschreibung hängt allerdings entscheidend davon ab, wie gut das gewählte Parameterset zu dem zu untersuchenden System passt.

## Potentiale
Kraftfelder der ersten Generation (bzw. "class-I"-Kraftfelder) teilen sich auf in Bindungspotentiale und Nichtbindungspotentiale:
{\displaystyle \ E_{\text{total}}=E_{\text{bonded}}+E_{\text{nonbonded}}}

### Bindungspotentiale
Bindungspotentiale teilen sich üblicherweise auf in Dehnungs-, Biege- und Torsionspotentiale
{\displaystyle \ E_{\text{bonded}}=E_{\text{bond}}+E_{\text{angle}}+E_{\text{dihedral}}}

#### Dehnung von kovalenten Bindungen
Die Bindungsenergie zweier Atome i und j berechnet sich zu:
{\displaystyle E_{\text{bond}}^{ij}=k_{ij}\,(|r_{ij}|-r_{eq})^{2}}
mit
- {\displaystyle E_{\text{bond}}^{ij}}...der Bindungsenergie zwischen i und j
- {\displaystyle k_{ij}}...der Bindungssteifigkeit
- {\displaystyle r_{ij}}...den momentanen Abstand zwischen den Atomen i und j
- {\displaystyle r_{eq}}...den Gleichgewichtsabstand.

#### Biegung zweier kovalenten Bindungen
Die Biegeenergie dreier Atome i, j und k berechnet sich zu:
{\displaystyle E_{\text{angle}}^{ijk}=k_{ijk}\,(\theta _{ijk}-\theta _{eq})^{2}}
mit
- {\displaystyle E_{\text{angle}}^{ijk}}...der Biegeenergie zwischen i, j und k
- {\displaystyle k_{ijk}}...der Biegungssteifigkeit
- {\displaystyle \theta _{ijk}}...den momentanen Winkel zwischen den Atomen i, j und k
- {\displaystyle \theta _{eq}}...dem Gleichgewichtswinkel.

#### Tordierung dreier kovalenten Bindungen
Die Torsionsergie vierer Atome i, j, k und l berechnet sich zu:
{\displaystyle E_{\text{dihedral}}^{ijkl}=k_{ijkl}\left[1+\cos(n\,\phi )\,\cos(\psi )+\sin(n\,\phi )\,\sin(\psi )\right]}
mit
- {\displaystyle E_{\text{dihedral}}^{ijkl}}...der Torsionsenergie zwischen i, j, k und l
- {\displaystyle k_{ijkl}}...der Torsionssteifigkeit
- {\displaystyle n}...der Periodizität (üblicherweise n∈{1,2,3} )
- {\displaystyle \phi }...den momentanen Winkel zwischen den Verbindungen i mit j und k mit l, bei der Projektion in eine Ebene orthongoal zur jk-Verbindung.
- {\displaystyle \psi }...dem Gleichgewichtswinkel.

### Nichtbindungspotentiale
Bindungspotentiale teilen sich üblicherweise auf in elektrostatische und van der Waals-Potentiale
{\displaystyle \ E_{\text{nonbonded}}=E_{\text{electrostatic}}+E_{\text{van der Waals}}}

#### Van der Waals
Das van der Waals-Potentiale und Wasserstoffbrückenbindungen werden of mit einem Lennard-Jones-Potential approximiert:
{\displaystyle E_{\text{van der Waals}}^{ij}={\frac {a_{i,j}}{\|r_{ij}\|^{12}}}-{\frac {b_{i,j}}{\|r_{ij}\|^{6}}}}
mit
- {\displaystyle E_{\text{van der Waals}}^{ij}}...van der Waals-Potential (approximiert durch ein Lennard-Jones-Potential)
- {\displaystyle a_{i,j}}, {\displaystyle b_{i,j}}...Lennhard-Jones Parameter
- {\displaystyle r_{ij}}...den momentanen Abstand zwischen i und j.

#### Elektrostatik
Das Coulomb potential berücksichtigt die elektrostatischen Interaktionen und berechnet sich zu:
{\displaystyle E_{\text{electrostatic}}^{ij}={\frac {1}{\|r_{ij}\|}}\,k_{C}\,Q_{i}\,Q_{j}}
mit
- {\displaystyle E_{\text{electrostatic}}^{ij}}...Coulomb-Potential
- {\displaystyle k_{C}}...Coulomb-Konstante (aus Performenzgründen normalerweise in modifizierten Ladungen implementiert)
- {\displaystyle Q_{i}}, {\displaystyle Q_{j}}...Ladungen der Atome i bzw. j
- {\displaystyle r_{ij}}...den momentanen Abstand zwischen i und j.

## Einteilung

### Erste und zweite Generation
Kraftfelder können in unterschiedliche Generationen (bzw. Klassen (engl. class) ) eingeteilt werden. Kraftfelder der ersten Generation (bzw. "class-I"-Kraftfelder) berechnen sich nach:
{\displaystyle \ E_{\text{total}}=E_{\text{bonded}}+E_{\text{nonbonded}}}
{\displaystyle \ E_{\text{bonded}}=E_{\text{bond}}+E_{\text{angle}}+E_{\text{dihedral}}}
{\displaystyle \ E_{\text{nonbonded}}=E_{\text{electrostatic}}+E_{\text{van der Waals}}}
Kraftfelder der zweiten Generation (bzw. "class-II"-Kraftfelder) verwenden zur Berechnung der Potentiale weiterhin noch Korrelationsterme, die unter anderem gleichzeitige Bindungsdehnung/-stauchung und eine Veränderung des Bindungswinkel berücksichtigen.
Erste Generation (bzw. "class-I"-Kraftfelder):
- AMBER
- OPLS
- CHARMM

Zweite Generation (bzw. "class-II"-Kraftfelder):
- MM2,[5] MM3, MM4
- COMPASS
- UFF (universal force field)
- CFF (consistent force field)
- MMFF (Merck molecular force field)

### Andere Einteilung

#### Klassische Kraftfelder
- AMBER (Assisted Model Building and Energy Refinement) – Geläufig für Protein- und DNA-Berechnungen. Teilweise auch für polarisierte Kraftfelder geeignet.[6]
- CHARMM (Chemistry at Harvard Molecular Mechanics) – Breite Anwendung. Teilweise auch für polarisierte Kraftfelder geeignet.[7][8]
- OPLS (Optimized Potential for Liquid Simulations) – Varianten z. B. OPLS-AA, OPLS-UA, OPLS-2001, OPLS-2005[9]
- UFF (Universal Force Field) – Kraftfeldparameter für das gesamte Periodensystem.[10]
- CFF (Consistent Force Field) –  Geläufig für organische Verbindungen, auch für Polymere und Metalle.
- COMPASS (Condensed-phase Optimized Molecular Potentials for Atomistic Simulation Studies)[11]
- MMFF (Merck Molecular Force Field) – Breite Anwendung.[12]
- MM2, MM3, MM4 – Entwickelt von Norman Allinger, breite Anwendung.[13][14][15]

#### Polarisierbare Kraftfelder
- CFF/ind and ENZYMIX – Anwendung in biologischen Systemen.[16]
- DRF90
- PIPF (Polarizable Intermolecular Potential for Fluids)  – Für organische Flüssigkeiten und Biopolymere.[17][18]
- PFF (Polarizable Force Field)
- CPE (basis Chemical Potential Equalization)[19]

#### Reaktive Kraftfelder
- ReaxFF (Reactive Force Field) –  Schnell, geeignet für sehr große und lange Simulationen (>>1.000.000 Atome) chemischer Reaktionen.[20]
- EVB (Empirical Valence Bond) – Breite Anwendung.[21]

#### Vergröberte Kraftfelder
- VAMM (Virtual Atom Molecular Mechanics)  – Vergröbertes Kraftfeld für Konformationsanalysen.[22]

#### Wasser Kraftfelder
- TIP3P, TIP4P
- Flexible SPC (Flexible Simple Point Charge water model)